# Richard Henderson (biólogo)
Richard Henderson, FRS (nacido el 19 de julio de 1945)  es un biólogo molecular y biofísico británico, pionero en el campo de la microscopía electrónica de moléculas biológicas. Compartió el Premio Nobel de Química en 2017 con Jacques Dubochet y Joachim Frank.

## Biografía
Comenzó sus estudios de posgrado en la Universidad de Edimburgo y obtuvo un doctorado en la Universidad de Cambridge. Está haciendo un postdoctorado en la Universidad de Yale.
Trabajó en la Universidad de Cambridge desde 1973. Su trabajo en criomicroscopía electrónica le valió el Premio Nobel de Química en 2017, que comparte con Jacques Dubochet y Joachim Frank.

## Trayectoria
Henderson trabajó en la estructura y el mecanismo de la quimotripsina para su Ph.D. con David Blow en el Laboratorio de Biología Molecular de MRC.  Su interés en las proteínas de membrana lo llevó a trabajar en los canales de sodio con voltaje regulado como investigador postdoctoral en la Universidad de Yale. Cuando volvió al Laboratorio de Biología Molecular de MRC en 1975, Henderson trabajó con Nigel Unwin estudiando la estructura de la proteína de membrana bacteriorodopsina mediante microscopía electrónica. 
Un artículo publicado en Nature por Henderson y Unwin (1975) estableció un modelo estructural de baja resolución para la bacteriorodopsina que muestra que la proteína consta de siete hélices transmembrana. Este documento fue importante por varias razones, una de las cuales fue que mostraba que las proteínas de membrana tenían estructuras bien definidas y que podían darse en ellas las hélices alfa transmembrana. Después de 1975, Henderson continuó trabajando en la estructura de la bacteriorodopsina sin Unwin. En 1990, Henderson publicó un modelo atómico de bacteriorodopsina mediante cristalografía electrónica en el Journal of Molecular Biology. Este fue el segundo modelo atómico de una proteína de membrana. Las técnicas desarrolladas por Henderson para la cristalografía de electrones aún están en uso.
Junto con Chris Tate, Henderson ayudó a desarrollar la termoestabilización conformacional: un método que permite que las proteínas se vuelvan más estables al tiempo que mantienen la conformación de interés elegida. Este método ha sido fundamental para cristalizar y resolver las estructuras de varios  receptores acoplados a proteínas G (GPCRs). Con ayuda de la organización benéfica  LifeArc, Henderson y Tate fundaron la  start-up (empresa de nueva creación)  MRC, Heptares Therapeutics Ltd (HTL) en 2007. HTL continúa desarrollando nuevos medicamentos vinculados a una amplia gama de enfermedades humanas.
En los últimos años, Henderson ha vuelto a la investigación práctica centrada en el microscopio electrónico de partículas individuales. Habiendo sido uno de los primeros defensores de la idea de que la microscopía electrónica de partículas individuales es capaz de determinar modelos de resolución atómica para proteínas. Según explica en un artículo de 1995 en Quarterly Reviews of Biofísica, Henderson apunta a poder obtener rutinariamente estructuras atómicas sin cristales.  
Ha realizado contribuciones fundamentales a muchos de los enfoques utilizados en el microscopio electrónico de partículas individuales y que ha sido pionero en el desarrollo de detectores directos de electrones lo que recientemente permitió que la microscopía crioelectrónica de partículas individuales alcanzara sus objetivos.
Aunque Henderson normalmente ha trabajado de manera independiente, ha sido profesor de varios científicos que han seguido carreras de investigación independientes. Entre ellos: 

- David Agard, ahora en UCSF
- Por Bullough, ahora en  Sheffield
- Nikolaus Grigorieff, ahora en HHMI Janelia Research Campus
- Reinhard Grisshammer, ahora en NIH Instituto Nacional del Cáncer
- Edmund Kunji, ahora en MRC Mitochondrial Biology Unit, Universidad de Cambridge
- Peter Rosenthal, ahora en el Francis Crick Institute
- John Rubinstein, ahora en El Hospital para Niños Enfermos
- Gebhard Schertler, ahora en ETH Paul Scherrer Institute
- Christopher Tate, ahora en MRC Laboratorio de Biología Molecular
- Vincenz Unger, ahora en la Northwestern University

## Vida
Henderson fue educado en Boroughmuir High School y Edinburgh University (B.Sc. Hons en Física, 1.ª clase). Completó su investigación de doctorado bajo la supervisión de  David Blow en el Laboratorio de Investigación Médica del Laboratorio de Biología Molecular y recibió el título de la Universidad de Cambridge en 1969. Ha trabajado en el  Medical Research Council Laboratory of Molecular Biology (MRC LMB) en Cambridge desde 1973, y fue su director entre 1996 y 2006. También fue profesor visitante en el Instituto Miller de la Universidad de California, Berkeley en la primavera de 1993. Actualmente es mentor de la  Academia de Ciencias Médicas Mentoring Scheme. Fuera de la academia, sus intereses son caminar por las colinas de Escocia, navegar en kayak y beber buen vino.

## Premios[9]
- 1978 Obtuvo el Premio William Bate Hardy
- 1983 Elegido un Compañero de la Royal Society
- 1984 Obtuvo la Medalla Sir Hans Krebs por la Federación de Sociedades Bioquímicas Europeas
- 1998 Electo Asociado Extranjero de los Estados Unidos Academia Nacional de Ciencias
- 1981 Obtuvo el Premio Ernst-Ruska de Microscopía Electrónica
- 1991 Obtiene el  Premio Lewis S. Rosenstiel
- 1993 Obtuvo el Premio Louis-Jeantet de Medicina
- 1998 Elegido como miembro fundador de la  Academia de Ciencias Médicas ][13]
- 1999 Obtuvo el Premio Gregori Aminoff (junto con Nigel Unwin)
- 2003 Hon. Compañero Corpus Christi College Cambridge
- 2003 Hon. Miembro de la Sociedad Biofísica Británica[14]
- 2005 Premio Científico Distinguido y Compañero, Sociedad de Microscopía de América
- 2008 Hon. D.Sc. Edimburgo University
- 2016 Obtuvo la Medalla Copley de la Royal Society[15]
- 2016 Obtuvo el Premio Alexander Hollaender en Biofísica
- 2017 galardonado con el Premio Wiley[16]
- 2017 Obtuvo el Premio Nobel de Química junto con Jacques Dubochet y Joachim Frank "por el desarrollo de microscopía crioelectrónica para la determinación de la estructura de alta resolución de biomoléculas en solución" [17][18]